# EyeToy
El EyeToy es un periférico creado por London Studio para la PlayStation 2. Se trata de una cámara que permite que el jugador interactúe con lo que aparece en la pantalla. 
EyeToy es una cámara en la cual Sony propuso una forma de juego: El jugador sea el control en el sistema PlayStation 2 y que no requiera ningún tipo de control, solo que interactúe en la pantalla y que sea el personaje en el que se basa la historia del juego.

## Juegos
- EyeToy: Play - Atrapa fantasmas, haz girar platos y que no se caigan, ...
- Eyetoy: Groove
- Kaiketsu Zorori Mezase! Itazura King
- U-Move Super Sports
- Eye toy: Monkey mania
- nicktoons movin
- Sega Superstars
- EyeToy: Antigrav
- EyeToy: Play 2 - Cocina, bricolaje, béisbol, tenis.
- Disney Move
- Card Captor Sakura: Sakura-Chan to Asobo!
- Eyetoy: Edukids
- EyeToy: Chat - Chatea a través de una conexión En línea desde tu PS2 con gente de todos los países...
- EyeToy: Kinetic - Perder unos kilitos ya no será tan aburrido.
- SpyToy – Conviértete en espía y cumple misiones especiales por todo el mundo.
- EyeToy Play 3 - Gánate el cariño de una mascota, haz de peluquero, juega al voleibol, alístate en una campamento militar...
- Eye Toy: Ritmo Loco: Baila canciones alocadas.
- Clumsy Shumsy
- EyeToy: Kinetic Kombat
- Eyetoy: Sports
- Bob y sus amigos
- thomas y sus amigos
- EyeToy: Astro Zoo
- EyeToy: Monkey Manía - Juega con los monos más alocados de PlayStation.
- EyeToy: Hero
- Eyetoy: Play party
- EyeToy: Kinetic 2
- Yeti sport: Juego de deportes en el hielo
- Eye Toy: Play Sport - 101 minijuegos relacionados con los deportes.
- SingStar: Mientras cantas tu canción favorita puedes verte y aparecen curiosos efectos en pantalla.
- Dance Dance Revolution X

### Mejorado con EyeToy
Existen juegos que son compatibles con EyeToy opcionalmente, estos juegos tienen en la carátula unas letras que pone "Mejorado con EyeToy", como por ejemplo algunos pertenecientes a familia de los SingStar y de los Buzz!.